# بيناجل

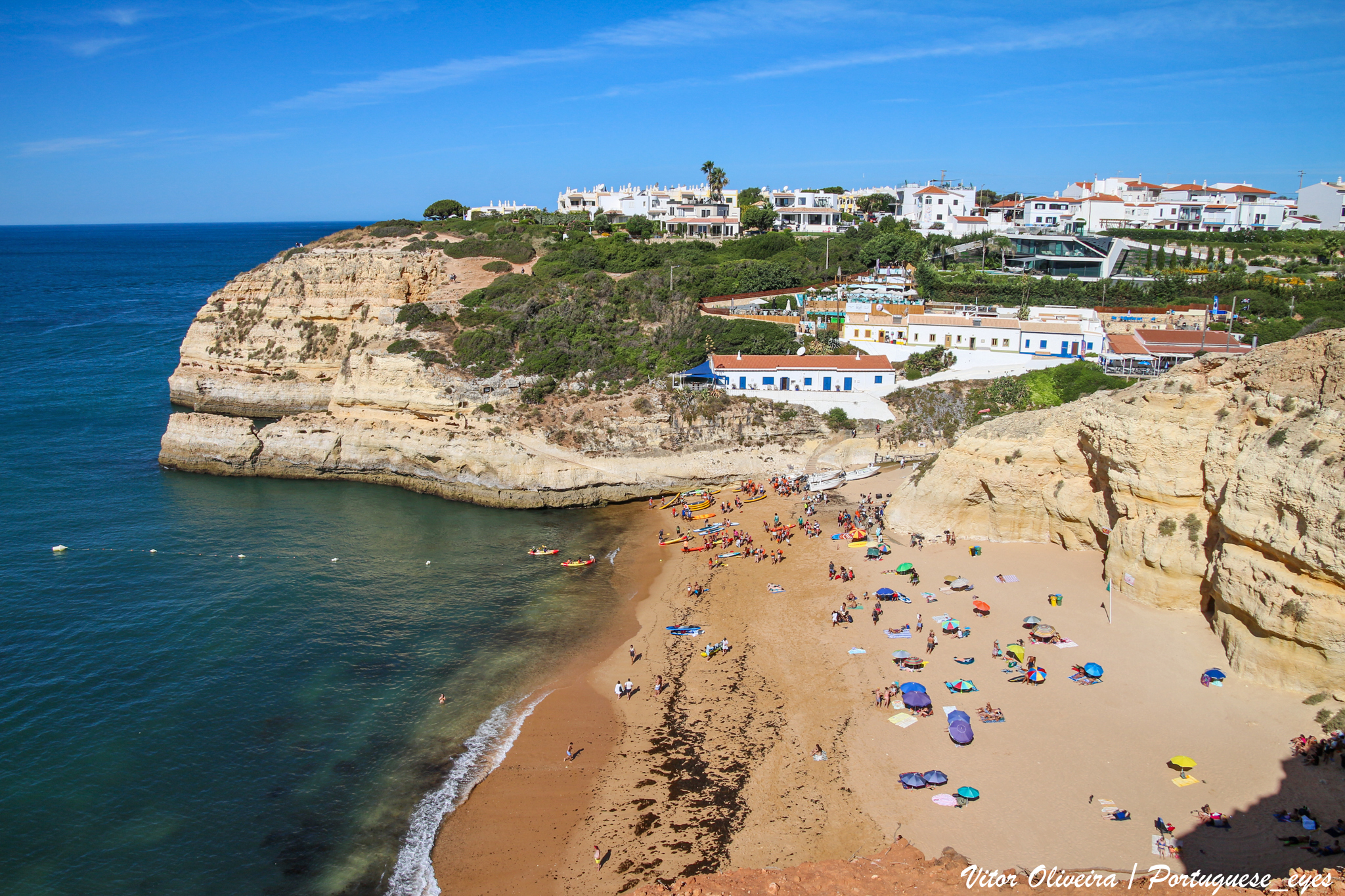
قرية بناجل وشاطئها الجميل.

بيناجل (Benagil) هي قرية برتغالية صغيرة على ساحل المحيط الأطلسي في بلدية لاجوا في البرتغال .
حتى أواخر القرن العشرين ، كان اقتصاد القرية يعتمد على صيد المحيطات. الآن هي منطقة سياحية ذات شاطئ واسع الاستخدام. يستطيع السياح الوصول إلى منطقة الكهوف البحرية المدهشة عبر القوارب أو السباحة على مدار السنة حيث تقام العديد من الرحلات خلال فصل الصيف ولكنها تقل بعض الشيء في فصل الشتاء، كما يستطيع السائح عبر جولة القارب من رؤية حوالي 20 كهفاً مذهلاً في تلك المنطقة.
تقع هذه القرية والشاطئ بالقرب من شاطئ مارينيا الشهير عالميًا. كهوف بيناجل هي الأكثر شعبية من جميع الكهوف البحرية في البرتغال. 

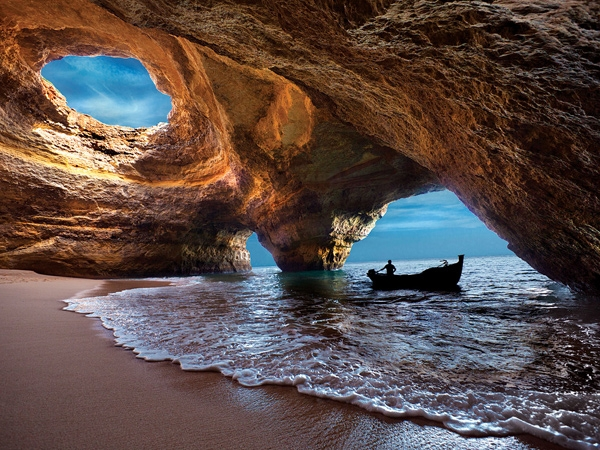
مدخل كهف بيناجيل

## معرض الصور

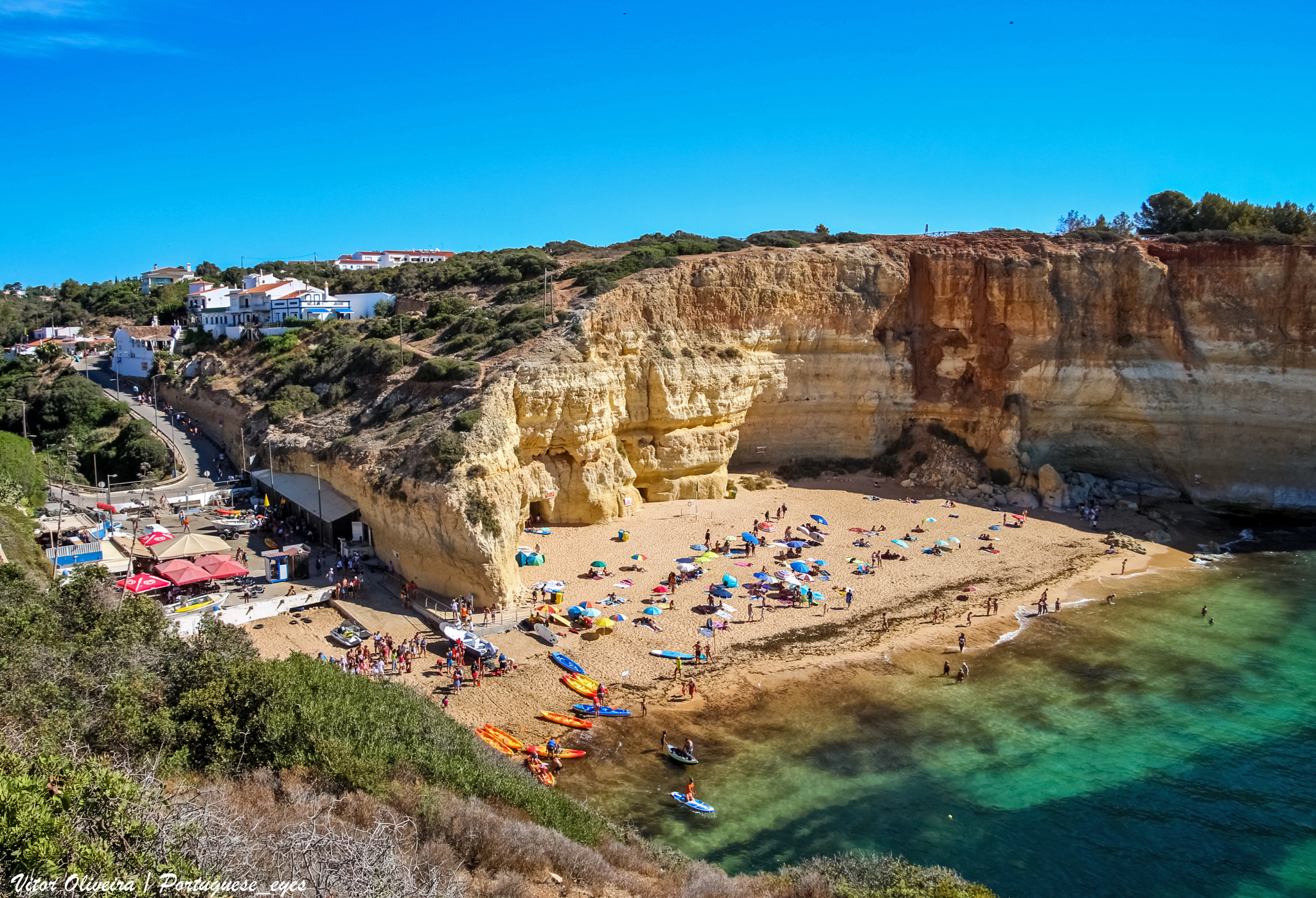
شاطئ بيناجيل
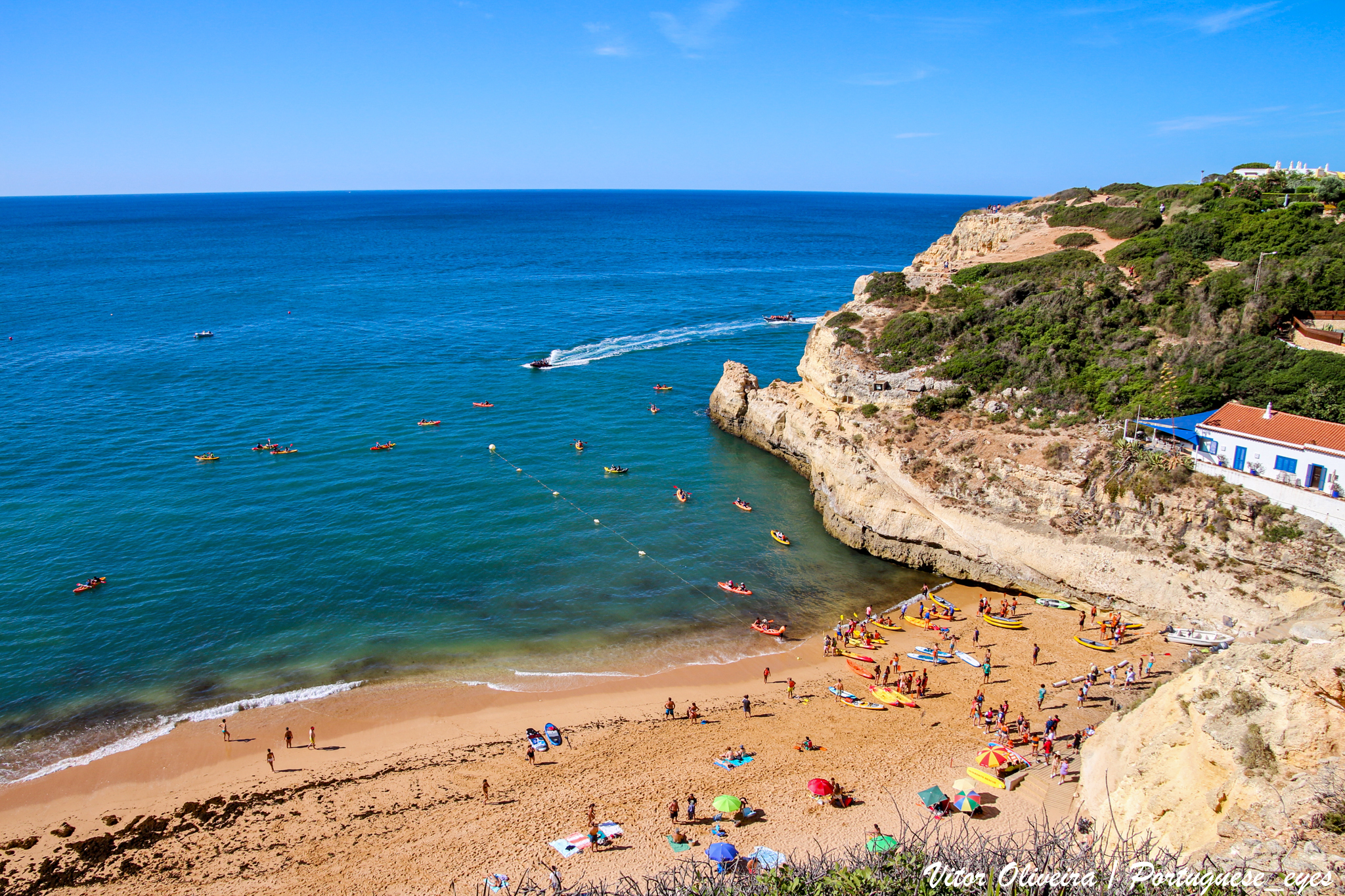
شاطئ بيناجيل
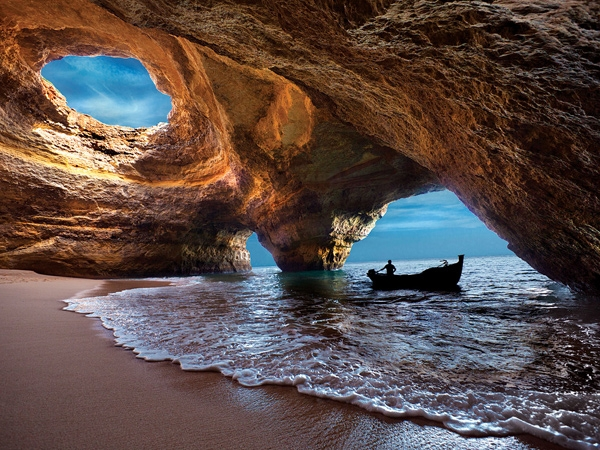
مدخل الكهف مع كهف بيناجيل

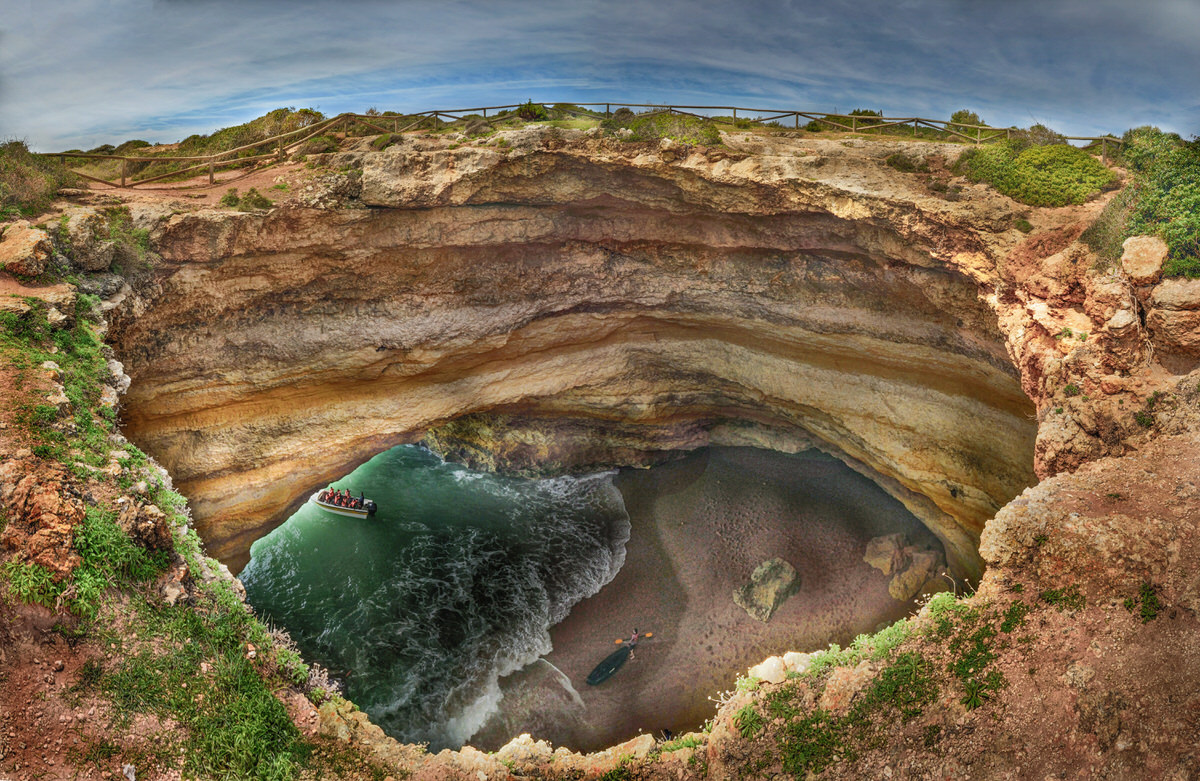
منظر فوقي لأحد كهوف بيناجل

## اقرأ أيضا
- كارفويرو (لاجوا)